# Récits de feu Ivan Pétrovitch Belkine
Récits de feu Ivan Pétrovitch Belkine (en russe : Повести покойного Ивана Петровича Белкина ; en orthographe précédant la réforme de 1917-1918 : Повѣсти покойнаго Ивана Петровича Бѣлкина) est un recueil de nouvelles d'Alexandre Pouchkine écrites à l'automne 1830 et publié en automne 1831. L'édition définitive avec quelques retouches parut en 1834.
C'est la première œuvre en prose publiée par l'auteur (à part quelques fragments du Nègre de Pierre le Grand), qui s'était consacré jusqu'alors à la poésie. Elle a été écrite à l'automne 1830, dans la propriété familiale de Boldino, où une épidémie de choléra retenait Pouchkine. L'œuvre débute par un avis de l'éditeur (A.P., soit Alexandre Pouchkine), qui présente les nouvelles comme celles d'un gentilhomme campagnard, dénommé Ivan Petrovitch Bielkine. Ce stratagème littéraire assez courant à l'époque a été utilisé  pour éviter les critiques de L'Abeille du nord, revue littéraire soutenue occultement par le régime tsariste de Nicolas Ier, que de violentes polémiques avaient opposé à la Gazette littéraire de Pouchkine. La véritable identité de leur auteur n'a été révélée officiellement qu'en 1834.

## Les récits
Le texte commence par un Avis de l'éditeur dans lequel celui-ci donne une brève notice biographique fictive d'un certain Ivan Petrovitch Belkine.
Cinq textes composent les Récits de feu Ivan Petrovitch Belkine
1. Le Coup de pistolet ;
2. La Tempête de neige ;
3. Le Marchand de cercueils ;
4. Le Maître de poste ;
5. La Demoiselle-paysanne.